# Lanciere (contratorpedeiro de 1938)
O Lanciere foi um contratorpedeiro operado pela Marinha Real Italiana e a nona embarcação da Classe Soldati. Sua construção começou em fevereiro de 1937 no Cantiere navale di Riva Trigoso e foi lançado o mar em dezembro de 1938, sendo comissionado na frota italiana em março do ano seguinte. Era armado com uma bateria principal de quatro canhões de 120 milímetros e seis tubos de torpedo de 533 milímetros, tinha um deslocamento carregado de mais de duas mil toneladas e conseguia alcançar uma velocidade máxima de 35 nós (65 quilômetros por hora).
O Lanciere serviu nos primeiros anos do envolvimento da Itália na Segunda Guerra Mundial. Ele participou de várias operações de escoltas de comboio para a Campanha Norte-Africana e também esteve presente na Batalha da Calábria em julho de 1940, na Batalha de Tarento e na Batalha do Cabo Spartivento, ambas em novembro, e na Segunda Batalha de Sirte em março de 1942. A frota italiana foi pega por uma grande tempestade ao retornarem deste último confronto e o Lanciere ficou para trás e acabou afundando na manhã do dia 23 de março. Houve apenas cinco sobreviventes.